# Лазерная стоматология
Лазерная стоматология — метод лечения заболеваний слизистой оболочки рта и пародонта.
Некоторые виды применяемых в стоматологии лазеров не затрагивают ткани зуба, а выпаривают воду, в них содержащуюся. При этом гибнут бактерии, уплотняется зубная эмаль.

## Области применения лазернойстоматологии
Универсальна и применяется в терапии, эндодонтии, пародонтологии, хирургии. Примеры направлений применения: лечение и профилактика заболеваний пародонта, отбеливания зубов, лечение кариеса (например, при проваривании швов между пломбой и эмалью зуба) и его осложнений, пластика уздечек губ и языка, при протезировании и установке брекетов, при вживлении имплантатов и др. Применяется в фото-плетизмографии при диагностировании заболеваний челюсти, пульпы зуба, пародонта. 

## Сравнение с другими методами
В сравнении с традиционными методами лечения лазер обладает следующими преимуществами:
- Не затрагивает здоровые ткани за счет термомеханического механизма действия на структуры зуба.
- В большинстве случаев не требует анестезии при препарировании зубов лазером
- Современные лазерные системы по скорости препарирования практически не уступают бору.
- Диодные лазеры обладают свойством мгновенного гемостаза, все операции, проводимые ими - бескровные.
- Лазер не повреждает пульпу во время лечения зубов.
- Разрезы, сделанные лазером заживают в 2-3 раза быстрее, чем разрезы, сделанные скальпелем.
- Лазер обладает стимулирующим действием на регенерацию и местный иммунитет.